# Power Broker
"Power Broker" é o terceiro episódio da minissérie da televisão americana The Falcon and the Winter Soldier, baseada na Marvel Comics, com os personagens Sam Wilson / Falcon e Bucky Barnes / Winter Soldier. Ele segue a dupla enquanto eles relutantemente trabalham com Helmut Zemo para aprender mais sobre a criação de um novo soro de super-soldado. O episódio se passa no Universo Cinematográfico Marvel (MCU), dando continuidade aos filmes da franquia. Foi escrito por Derek Kolstad e dirigido por Kari Skogland.
Sebastian Stan e Anthony Mackie reprisam seus respectivos papéis como Bucky Barnes e Sam Wilson da série de filmes, estrelando ao lado de Emily VanCamp, Wyatt Russell, Erin Kellyman, Florence Kasumba, Danny Ramirez, Adepero Oduye e Daniel Brühl como Zemo. Skogland se juntou à série em maio de 2019, com Kolstad contratado em julho. O episódio visita o país fictício de Madripoor, que era anteriormente controlado pela 20th Century Fox e não poderia ser apresentado ao MCU até a aquisição da 21st Century Fox pela Disney. As filmagens aconteceram no Pinewood Atlanta Studios, com filmagens na área metropolitana de Atlanta e em Praga.
"Power Broker" foi lançado no Disney+ em 2 de abril de 2021. Os críticos foram mais mistos no episódio geral do que nos anteriores, criticando seus muitos elementos da história e o uso de tropos e ideias existentes, embora muitos críticos elogiassem o desempenho de Brühl. Um breve momento de dança Zemo gerou vários memes da Internet, e levou ao lançamento de cenas adicionais da dança Zemo.

## Enredo
Bucky Barnes e Sam Wilson viajam para Berlim para conversar com Helmut Zemo preso sobre o surgimento de um grupo terrorista de Super Soldados, os Flag Smashers. Pelas costas de Wilson, Barnes orquestra um motim na prisão para ajudar Zemo a escapar depois que este último concorda em ajudar os dois. Barnes, Zemo e Wilson viajam para Madripoor, uma cidade-estado santuário do crime administrada pelo misterioso Power Broker. Zemo pede a Barnes para atuar como o Soldado Invernal, enquanto Wilson se apresenta como um gangster que frequenta Madripoor.
Depois que Zemo usa Barnes para chamar a atenção do criminoso de alto escalão Selby, o grupo se encontra com ela e revela que o cientista Hydra Dr. Wilfred Nagel foi contratado pelo Power Broker para recriar o Super Soldier Serum. A identidade de Wilson é exposta depois que sua irmã Sarah liga para ele no meio de uma reunião. No tiroteio que se segue, Selby é morto e todos os caçadores de recompensas na cidade têm como alvo o grupo. Sharon Carter, que vive como um fugitivo desde o conflito dos Acordos de Sokovia salva dos caçadores de recompensas.
Carter usa suas conexões em Madripoor para encontrar o laboratório de Nagel e leva Wilson, Barnes e Zemo para lá. Nagel explica que ele recriou vinte doses do soro e elas foram roubadas pelo líder dos Flag Smashers, Karli Morgenthau. Zemo mata Nagel inesperadamente, e o laboratório é destruído quando os caçadores de recompensa atacam. Zemo encontra um veículo de fuga, mas Carter decide ficar em Madripoor e Wilson concorda em obter um perdão por ela para que ela possa retornar aos Estados Unidos. Enquanto isso, John Walker e Lemar Hoskins chegam em Berlim e deduzem que Barnes e Wilson ajudaram Zemo a escapar. Os Flag Smashers invadem uma instalação de armazenamento do Conselho de Repatriação Global (GRC) na Lituânia para obter suprimentos, e Morgenthau explode o prédio com o pessoal dentro para enviar uma mensagem.
Zemo, Barnes e Wilson viajam para a Letônia em busca de Morgenthau. Reconhecendo dispositivos de rastreamento Wakandan na rua, Barnes se interrompe e confronta Ayo, uma Dora Milaje, que exige que Barnes entregue Zemo para ela.

## Produção

### Desenvolvimento
Em outubro de 2018, a Marvel Studios estava desenvolvendo uma série limitada estrelada pelos filmes Sam Wilson / Falcon de Anthony Mackie e Bucky Barnes / Winter Soldier dos filmes Marvel Cinematic Universe (MCU) de Sebastian Stan, que foi oficialmente anunciado como O Falcão e o Soldado Invernal em abril de 2019. Kari Skogland foi contratada para dirigir a minissérie um mês depois. Derek Kolstad juntou-se à equipe de roteiristas da série em julho de 2019, e revelou em março de 2021 que havia escrito o terceiro episódio da série, intitulado "Power Broker". Skogland e o roteirista principal Malcolm Spellman são produtores executivos ao lado de Kevin Feige, Louis D'Esposito, Victoria Alonso, e Nate Moore da Marvel Studios. "Power Broker" foi lançado no Disney+ em 2 de abril de 2021.

### Roteiro
O episódio visita o país fictício de Madripoor, que é um dos primeiros elementos centrados em X-Men anteriormente controlados pela 20th Century Fox a serem apresentados ao MCU após a aquisição da 21st Century Fox pela Disney. O Princess Bar, que é frequentado por Wolverine nos quadrinhos, é referenciado por um letreiro de néon, enquanto o Brass Monkey Saloon aparece. Neste último, Wilson, Barnes e Helmut Zemo encontram um personagem chamado Selby, que é o nome de um mutante dos quadrinhos que entende o código binário.  Spellman disse que os escritores "ficaram loucos" em poder usar Madripoor na série, enquanto a co-produtora executiva Zoie Nagelhout sentiu que era incrível apresentar o país ao MCU e expandir esse mundo. Nagelhout disse que Madripoor foi usado para fazer Wilson e Barnes se sentirem como "peixes fora d'água", e também como um lugar para reintroduzir Sharon Carter ao MCU.
"Power Broker" também apresenta Ayo, um membro da Dora Milaje de Wakanda. Matt Patches of Polygon sentiu que incluir Ayo era satisfatório para o público e era uma maneira de conectar Wakanda à série com "ressonância temática" além de simplesmente puxar da tradição do MCU por causa da história de Barnes com a nação, e porque O Falcão e o Soldado Invernal estava lidando com questões raciais na América e a guerra de classes global, que são temas abordados em Black Panther (2018).

### Escolha de elenco
O episódio é estrelado por Sebastian Stan como Bucky Barnes, Anthony Mackie como Sam Wilson, Emily VanCamp como Sharon Carter, Wyatt Russell como John Walker / Capitão América, Erin Kellyman como Karli Morgenthau, Florence Kasumba como Ayo, Danny Ramirez como Joaquin Torres, Adepero Oduye como Sarah Wilson e Daniel Brühl como Helmut Zemo. Também estão presentes Clé Bennett como Lemar Hoskins / Battlestar, Desmond Chiam, Dani Deetté e Indya Bussey como Flag Smashers Dovich, Gigi e DeeDee, respectivamente, Renes Rivera como Lennox, Tyler Dean Flores como Diego, Noah Mills como Nico, Veronica Falcón como Donya Madani, Neal Kodinsky como Rudy, Nicolas Pryor como Oeznik, Imelda Corcoran como Selby e Olli Haaskivi como Wilfred Nagel. Haaskivi fez o teste para um personagem simplesmente chamado "Doutor", e não descobriu seu papel real até alguns dias antes das filmagens. Ele pesquisou os quadrinhos assim que conheceu o nome, mas não encontrou muitas informações sobre o personagem e sentiu que era capaz de criar sua própria interpretação.

### Filmagens e efeitos visuais
As filmagens aconteceram no Pinewood Atlanta Studios em Atlanta, Geórgia, com a direção de Skogland, e PJ Dillon atuando como diretor de fotografia. As filmagens em locações aconteceram na área metropolitana de Atlanta e em Praga. Skogland queria criar um look exclusivo para Madripoor, algo que ela esperava que fosse "exótico e um pouco familiar, mas fora da grade; para ter uma sensação real de rua, mas ser bastante colorido e de arregalar os olhos". Muitos locais diferentes do mundo real foram usados como inspiração para o país fictício. Quanto ao Brass Monkey bar, Skogland o descreveu como sendo um bar de rua que teve a sensação de estar "emergindo dos tijolos" da localização inicial da ponte.
Um breve momento de Zemo dançando e batendo os punhos no episódio, que gerou vários memes da Internet após o lançamento do episódio, foi improvisado durante as filmagens de Brühl. O ator disse acreditar que, como Zemo estava na prisão há anos, "ele precisava desabafar e mostrar seus movimentos", e sentiu que o momento acabaria sendo cortado do episódio. O momento fazia parte de uma sequência maior de dança do Zemo que foi finalmente filmada, equivalente a aproximadamente 30 segundos de filmagem total. A Marvel lançou a sequência completa nas redes sociais em 8 de abril de 2021, junto com uma versão em loop de uma hora de duração. O presidente de marketing da Disney, Asad Ayaz, observou que a equipe de marketing está sempre atenta às reações dos fãs e às tendências nas redes sociais, e quando viram que Zemo dançar era um assunto em alta, trabalharam rapidamente para divulgar a filmagem completa. Ayaz sentiu que isso "não era marketing e propaganda tradicionais, mas... uma sensação" que "simplesmente decolou".
Os efeitos visuais para o episódio foram criados por Crafty Apes, Rodeo FX, Digital Frontier FX, QPPE, Stereo D, Tippett Studio e Cantina Creative.

## Marketing
Em 19 de março de 2021, a Marvel anunciou uma série de cartazes criados por vários artistas para corresponder aos episódios da série. Os pôsteres lançados semanalmente antes de cada episódio, com o terceiro pôster revelado em 21 de março, desenhado por Bella Grace. Após o lançamento do episódio, a Marvel anunciou mercadorias inspiradas no episódio centrado em Sharon Carter e Zemo como parte de sua promoção semanal "Marvel Must Haves" para cada episódio da série, incluindo vestuário e Funko Pops, bem como uma figura da Marvel Legends de Cartazes de Zemo e Sharon Carter. A Marvel também criou um site de turismo in-universe para Madripoor, apresentando ovos de Páscoa, como cartazes de procurados para os personagens, clipes de filmagens de CCTV mostrando diferentes ângulos das cenas de ação no episódio e papéis de parede de telefone e computador para download. As áreas Buccaneer Bay e Hightown Nightclub do site tinham conteúdo oculto, com a área de Buccaneer Bay listando navios com nomes de personagens de X-Men como Mystique, Daken e a ilha sensível Krakoa, bem como Shang-Chi; esses nomes de navios foram posteriormente removidos do local.

## Recepção

### Visualização do público
A Nielsen Media Research, que mede o número de minutos assistidos pelo público dos Estados Unidos em aparelhos de televisão, listou The Falcon e o Soldado de Inverno como a segunda série original mais assistida em serviços de streaming na semana de 29 de março a 4 de abril de 2021. Entre os três primeiros episódios, disponíveis na altura, a série teve 628 milhões de minutos visualizados, o que foi idêntico ao da semana anterior.

### Resposta crítica
A agregador de críticas site Rotten Tomatoes relataram um índice de aprovação de 86% com uma pontuação média de 6,82 / 10 baseado em 35 opiniões. O consenso crítico do site diz: "Falcon e o Soldado Invernal ainda está abrindo suas asas quando deveria estar voando durante esta edição de transição, mas 'Power Broker' ainda é muito divertido graças ao retorno de Daniel Brühl e Emily VanCamp ao MCU."
Sulagna Misra, do The AV Club, criticou o episódio, dando-lhe uma nota "C", dizendo que "parece ser sobre reunir informações sobre o soro do super soldado e os Flag-Smashers, e até mesmo expandir o universo de associados de Sam e Bucky . Mas parece mais interessado em atuar em tropas de filmes de ação mais do que qualquer outra coisa", e Misra sentiu que falhou nisso, elaborando," O episódio inteiro, eu estava apenas pensando nas vezes em que vi versões melhores de cada uma dessas cenas . " Ela também criticou as caracterizações do episódio, especialmente a de Sharon, que ela descreveu como uma "falha na escrita". Alan Sepinwall, da Rolling Stone, disse que o episódio foi "principalmente competente e não muito mais. Sabemos que o Marvel Studios é capaz de fazer muito melhor. " Sepinwall comparou a ação do episódio aos Agents of SHIELD da Marvel Television, uma vez que parecia "muito utilitarista" e foi "remendada a partir de ideias que foram feitas até a morte em outro lugar, na esperança de que a mera presença de familiares (ou, em alguns casos, rostos semi-familiares) do MCU farão com que pareça novo e emocionante". Ele gostou da atuação de Brühl como Zemo. Escrevendo para a Entertainment Weekly, o chanceler Agard foi ambivalente sobre o episódio, dizendo que levou a história adiante, mas não foi satisfatório o suficiente por si só, e indicou que os criadores do programa estavam tentando esticar um filme de duas horas em seis episódios. Agard descobriu que a introdução de Zemo ajudou a complicar a dinâmica de Wilson / Barnes enquanto evitava atingir as mesmas batidas do episódio anterior, e ele gostou da avaliação de Zemo de Trouble Man junto com a aparência de Ayo. Ele tinha um sentimento "frio e insatisfeito" com a cena de Nagel, embora achasse que a exposição era necessária e, no final das contas, deu ao episódio um "B–". Seu colega Christian Holub acrescentou: " O Falcão e o Soldado Invernal estão definitivamente brincando com algumas ideias interessantes, mas ainda não tenho a sensação de que a série sabe exatamente o que quer fazer ou dizer com eles", me sentindo um pouco confuso pelos vários elementos da história, mas intrigados por quais seriam suas conclusões.
Matt Purslow, do IGN, foi mais positivo no episódio, chamando-o de "capítulo robusto que desvenda com eficiência muitos dos principais tópicos da trama", sem sacrificar o desenvolvimento do personagem. Ele elogiou o desempenho de Brühl, observando que sua fala veio com "um pequeno sorriso e uma pitada de humor seco", e apontou as semelhanças no episódio com os filmes de John Wick que foram criados pelo escritor deste episódio, Kolstad. Purslow concluiu que depois de três episódios a série estava "disparando em todos os cilindros" e deu a "Power Broker" uma nota 9 de 10. Den of Geek Gavin Jasper deu 4.5 de 5 estrelas e senti que era uma 'lufada de ar fresco' e um verdadeiro sequela de Capitão América: Guerra Civil (2016), uma vez que era "uma nova rodada sobre o mesmo conceito geral " Jasper disse que o desempenho de Brühl tornou Zemo "incrivelmente simpático e carismático", comparando-o ao papel de Loki em Thor: The Dark World (2013), e estava esperançoso de que a Marvel estivesse plantando as sementes para eventualmente apresentar a equipe Thunderbolts dos quadrinhos ao MCU . Jasper criticou as origens dos Flag Smashers, uma vez que parecia que "o status quo é o status quo e o MCU se recusa a ser mudado muito pelos desenvolvimentos de The Falcon e o Soldado Invernal".